# Пэктусанский тайный лагерь
Пэктусанский тайный лагерь (кор. 백두산밀영, 白頭山密營 Пэктусан-Мирён) — исторический партизанский лагерь в окрестностях рабочего посёлка Пэктусан-Мирён уезда Самджиён, провинция Янгандо, КНДР. Расположен в долине реки Собэксу, у подножья пика Чонильбон (1798 м).
Во время антияпонской революционной борьбы Пэктусанский лагерь был главным из тайных лагерей в окрестностях Пэктусана со 2-й половины 1930-х годов до освобождения Кореи в 1945 году. В современной КНДР лагерь почитается как священное место Революции, где Вечный президент Ким Ир Сен основал ставку Корейской народно-революционной армии и осуществил историческое дело освобождения Кореи, и где в 1942 году, согласно официальной историографии КНДР, родился Ким Чен Ир.
Долина Собэксуголь находится в густой тайге, её обступают крутые горы, делающие её природной крепостью, удобной для расположения лагеря и партизанской борьбы. Считается, что долина была вполне подходящим местом для лагеря в окрестностях Пэктусана. В то время туда можно было попасть только по течению Собэксу. Вспоминая о лагере, Ким Ир Сен говорил, что с военной и топографической стороны это место было и удобным для обороны, и неблагоприятным для нападения врага. В сентябре 1936 года он отмечал, что ставку революционной борьбы нужно устроить в долине Собэксуголь, образовать здесь центр руководства и руководить партизанской борьбой в целом. Таким образом, здесь была основана ставка КНРА, а в обширных районах Пэктусана создан плацдарм для партизанской борьбы.
С 1980-х годов на территории бывшего лагеря обустроено «Место историко-революционной славы». В экспозиции представлены революционные артефакты Пэктусанского тайного лагеря. В первую очередь исторический дом, где родился Ким Чен Ир. Также здесь расположен дом ставки, караульные помещения, швейная мастерская, секретариат, два природных родника, контрольные хижины. Также здесь расположены исторические памятники «революционной славы», в том числе части древесных стволов, с которых партизаны снимали кору и писали обращённые к народу призывы бороться с японскими оккупантами, и место палатки ставки, где Ким Ир Сен, впервые посетив долину Собэксуголь, чтобы руководить строительством лагеря, созвал собрание.
В современной КНДР Пэктусанский тайный лагерь является одним из почитаемых мест политического паломничества, наряду с Мангёндэ. По причине своего идейно-политического значения, он удостоился не только изображения на аверсе банкноты Центробанка КНДР в 2000 вон, но даже упоминания в прогнозах погоды Корейского центрального телевидения наряду с Пхеньяном и провинциальными городами КНДР.